# Dipterocarpus insignis
Dipterocarpus insignis är en tvåhjärtbladig växtart som beskrevs av Thw.. Dipterocarpus insignis ingår i släktet Dipterocarpus och familjen Dipterocarpaceae. Inga underarter finns listade i Catalogue of Life.